# Pannenhilfe

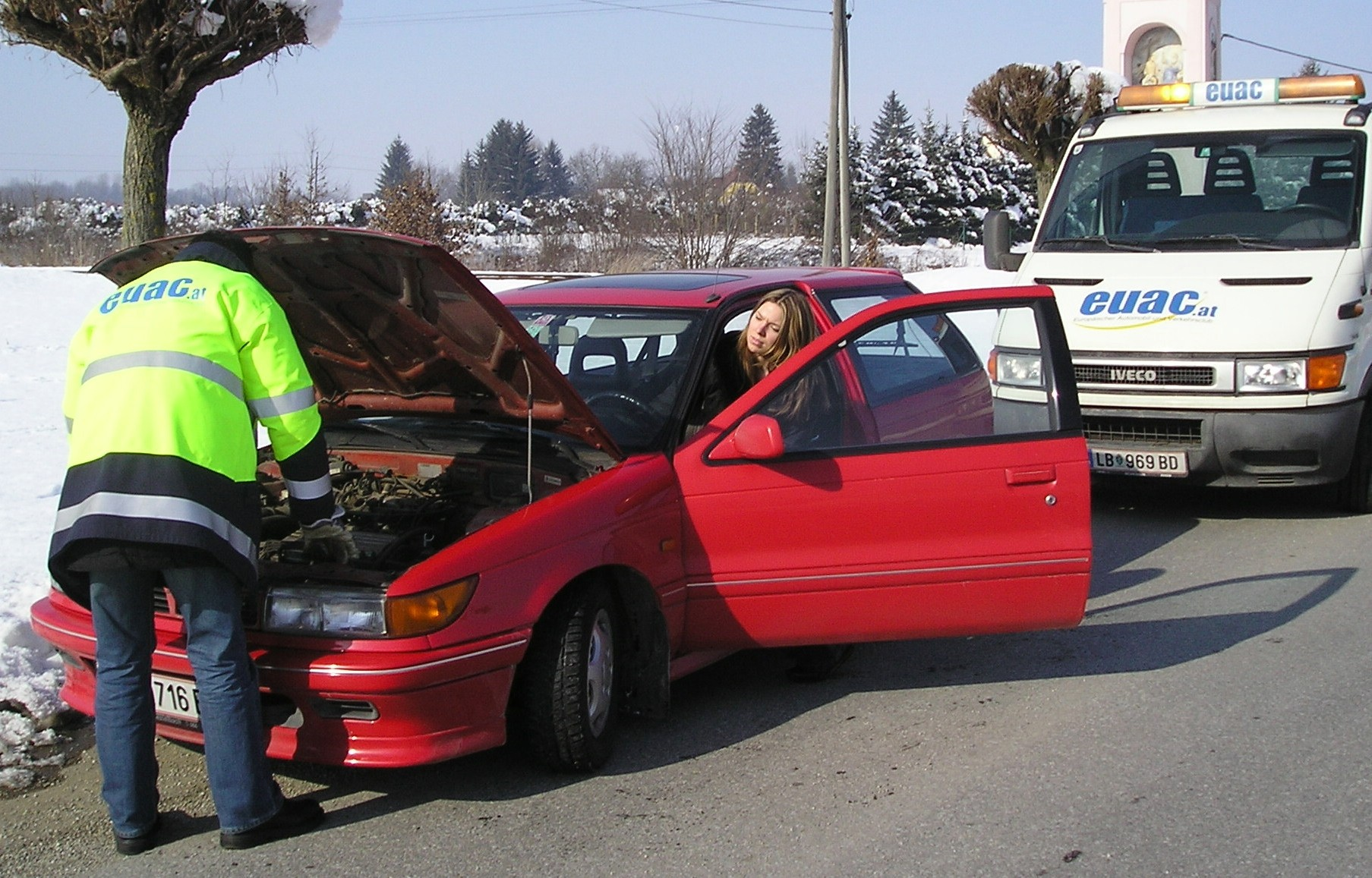
Pannenhilfe

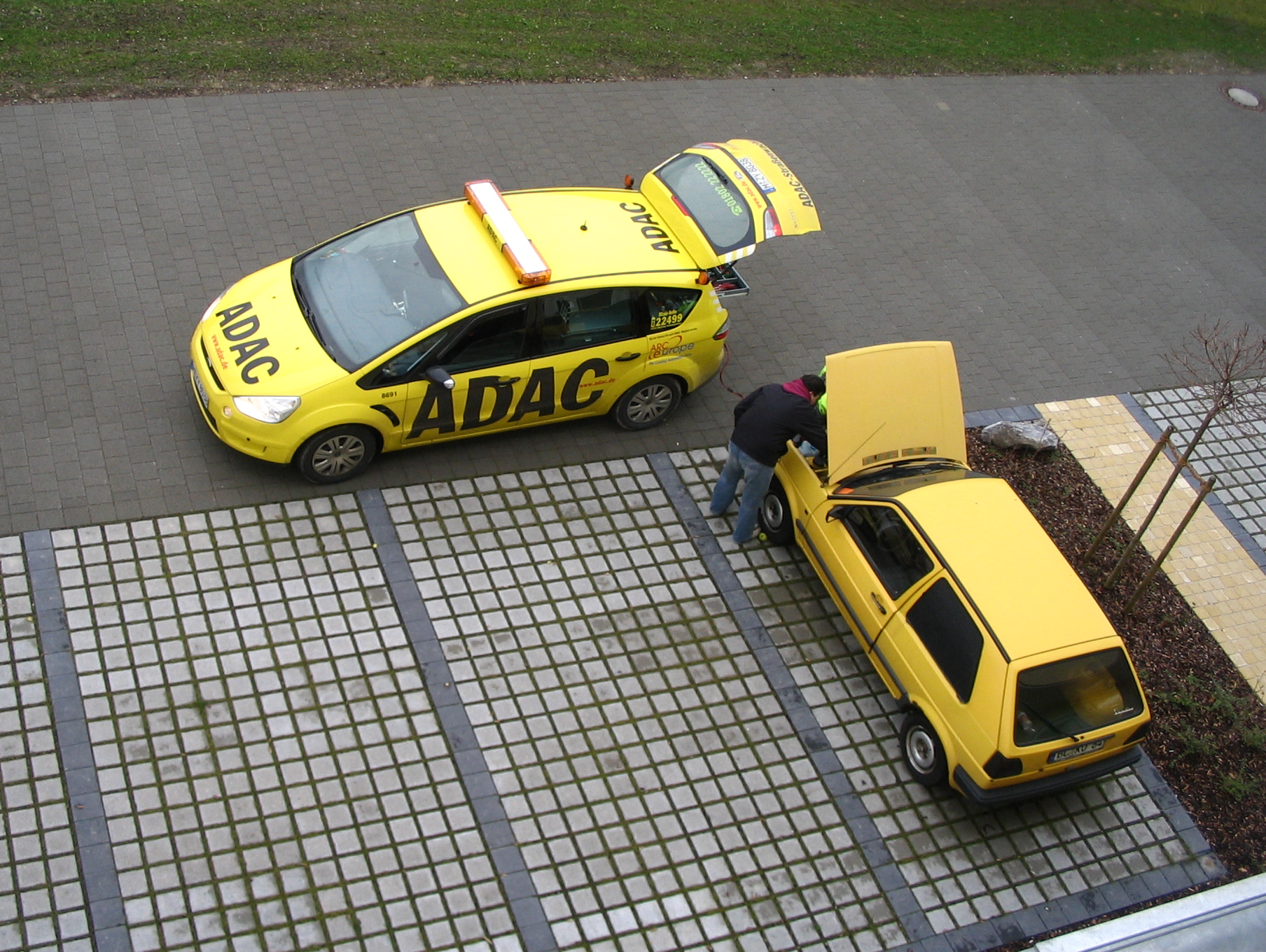
Pannenhilfe

Auf dem deutschen Verkehrszeichen 365-62 für die Pannenhilfe ist ein Franzose abgebildet.

Der Pannendienst ist ein mobiler und meist kommerzieller Dienst, der Kraftfahrern zu Hilfe kommt, wenn das Fahrzeug durch eine Panne fahruntüchtig ist. Der Pannendienst leistet Pannenhilfe.
Die Pannenfahrer sind meist Kfz-Mechaniker, die herstellerübergreifend verschiedene Fahrzeugtypen universal kennen. Durch die immer mehr verwendete Elektronik im Auto wird es jedoch zunehmend schwieriger, mit konventionellen Methoden außerhalb einer Fachwerkstatt zu helfen. Deshalb sind die Pannenfahrzeuge heute bereits überwiegend mit einem Computer ausgestattet, der sie mit den Bordcomputern der Fahrzeughersteller verbinden und so leichter Fehler entdecken und eventuell auch beheben kann.
Die häufigsten Fälle der Pannenhilfe sind jedoch vermeintliche Kleinigkeiten wie leergefahrener Tank, Starthilfe – beispielsweise wegen leerer oder defekter Autobatterie oder nicht funktionstüchtigen Anlassers –, Schlüssel im abgesperrten Auto oder Schwierigkeiten mit der Elektrik.
Der Umgang mit brennenden Elektroautos stellt Pannendienste und Feuerwehren vor neue Herausforderungen, da z. B. für die Löschung wesentlich mehr Wasser benötigt wird. In Lithium-Ionen-Akkumulatoren kann eine chemische Reaktion ablaufen, was einen speziellen Kühlcontainer für den Abtransport erforderlich macht.
Die Fahrzeuge der Pannendienste sind zur Einsatzkoordination meist mit Funkgeräten ausgestattet. Diese werden allerdings zunehmend durch Mobiltelefone oder andere Kommunikationsdienste abgelöst.
In manchen Ländern gibt es für die Pannenhilfe eine eigene Notrufnummer.

## Anbieter
Der ADAC und in Österreich der ÖAMTC bezeichnen ihr Personal in Anlehnung an die Farbe der Fahrzeuge und Uniformen als Gelbe Engel. Die Pannendienste der deutschen Versicherungswirtschaft, die Assistance Partner, nennen sich Silberne Engel.

### Deutschland
Neben dem Branchenführer ADAC gibt es in Deutschland mehrere andere Pannenhilfe-Anbieter. Teilweise sind dies als Verein eingetragene Automobilclubs, teilweise Startup-Unternehmen und Versicherungen. Letztere bieten separate Schutzbriefe ohne zwingende Kombination mit einer Kfz-Versicherung bei derselben Versicherung an.
Dabei bestehen in der Basisleistung Pannenhilfe nur wenig Unterschiede. Kleinere Pannendienste passen sich jedoch häufiger  den Bedürfnissen individueller Zielgruppen an. Die Preise sind sehr verschieden und können auch weitere Leistungen umfassen. 2015 gab es in Deutschland die folgenden Anbieter:
- ADAC
- ACE
- ACV
- ARAG „Top-Schutzbrief“
- AvD
- ARCD
- BAVC
- MOBIL
- JimDrive
- VCD
- ERGO „Schutzbrief“